# Cătălin Cîmpeanu
Marian Cătălin Cîmpeanu (n. 10 martie 1985) este un fost atlet român specializat în alergări pe distanțe scurte.

## Carieră
Băcăuanul este multiplu campion național și balcanic. El a concurat la Campionatul European de Tineret din 2005 unde a ocupat locul 4 cu ștafeta de 4x400 m a României. Anul următor românii (Ioan Vieru, Vasile Boboș, Florin Suciu, Cătălin Cîmpeanu) s-au clasat pe locul 6 la Campionatul European de la Göteborg, stabilind un nou record național în semifinală cu timpul de 3:04,23 min. La Campionatul European în sală din 2007 de la Birmingham ei au cucerit locul 5, doborând recordul național în sală cu un timp de 3:10,75 min.
La Universiada din 2009 sportivul s-a clasat pe locul 9 în proba de 100 m. La Naționalele în sală din 2013 el a egalisat recordul național de 60 de metri cu timpul de 6,60 s. Apoi a ocupat locul 9 la Campionatul European în sală de la Göteborg. Anul următor, a ajuns în finala Campionatului European de la Zürich unde  s-a clasat pe locul 7 în proba de 100 m.

## Realizări
| An   | Competiție                               | Locație                    | Loc | Eveniment | Note    |
| ---- | ---------------------------------------- | -------------------------- | --- | --------- | ------- |
| 2005 | Campionatul European de Tineret (sub 23) | Erfurt, Germania           | 26  | 400 m     | 47,90   |
| 2005 | Campionatul European de Tineret (sub 23) | Erfurt, Germania           | 4   | 4x400 m   | 3:05,29 |
| 2006 | Campionatul European                     | Göteborg, Suedia           | 28  | 400 m     | 47,16   |
| 2006 | Campionatul European                     | Göteborg, Suedia           | 6   | 4x400 m   | 3:04,53 |
| 2007 | Campionatul European în sală             | Birmingham, Marea Britanie | 10  | 400 m     | 47,60   |
| 2007 | Campionatul European în sală             | Birmingham, Marea Britanie | 5   | 4x400 m   | 3:10,75 |
| 2007 | Campionatul European de Tineret (sub 23) | Debrețin, Ungaria          | 14  | 400 m     | 47,75   |
| 2009 | Campionatul European în sală             | Torino, Italia             | 29  | 60 m      | 6,88    |
| 2009 | Campionatul European în sală             | Torino, Italia             | 25  | 400 m     | 48,66   |
| 2009 | Universiada                              | Belgrad, Serbia            | 9   | 100 m     | 10,44   |
| 2009 | Universiada                              | Belgrad, Serbia            | 31  | 200 m     | 21,66   |
| 2010 | Campionatul European                     | Barcelona, Spania          | 19  | 400 m     | 46,43   |
| 2010 | Campionatul European                     | Barcelona, Spania          | 16  | 4x400 m   | 3:09,48 |
| 2012 | Campionatul European                     | Helsinki, Finlanda         | 27  | 100 m     | 10,65   |
| 2012 | Campionatul European                     | Helsinki, Finlanda         | 26  | 200 m     | 21,37   |
| 2013 | Campionatul European în sală             | Göteborg, Suedia           | 8   | 60 m      | 6,66    |
| 2014 | Campionatul European                     | Zürich, Elveția            | 7   | 100 m     | 10,44   |
| 2014 | Campionatul European                     | Zürich, Elveția            | 13  | 4x100 m   | 39,67   |
| 2015 | Campionatul European în sală             | Praga, Cehia               | 19  | 60 m      | 6,73    |
| 2016 | Campionatul European                     | Amsterdam, Olanda          | 16  | 4x100 m   | 39,98   |

## Recorduri personale
| Probă           | Performanță | Dată             | Locație    |
| --------------- | ----------- | ---------------- | ---------- |
| 100 m           | 10,27 s     | 13 iunie 2015    | București  |
| 200 m           | 20,81 s     | 6 iunie 2008     | București  |
| 400 m           | 46,17 s     | 27 iulie 2010    | Barcelona  |
| 4x100 m         | 39,21 s     | 25 iulie 2015    | Erzurum    |
| 4x400 m         | 3:04,23 RN  | 12 august 2006   | Göteborg   |
| 60 m în sală    | 6,60 s =RN  | 9 februarie 2013 | București  |
| 400 m în sală   | 47,05 s     | 2 martie 2007    | Birmingham |
| 4x400 m în sală | 3:10,75     | 4 martie 2007    | Birmingham |